# 27. veljače
27. veljače (27. 2.) 58. je dan godine po gregorijanskom kalendaru.
Do kraja godine ima još 307 dana (308 u prijestupnoj godini).

## Događaji
- 380. – Rimski car Teodozije I. Veliki izdao je Solunski edikt
- 1397. – Održan Krvavi sabor u Križevcima. Pristaše kralja Žigmunda Luksemburškog na prijevaru pobile većinu hrvatskog plemstva.

- 1594. – Za kralja Navarre okrunjen je kralj Henrik IV. u katedrali u Chartresu blizu Pariza, čime je započela dinastija Bourbon.
- 1617. – Švedska je potpisala Stolbovski sporazum kojim je dovršila Ingrijski rat s Rusijom i ostvarila velike teritorijalne dobitke.
- 1844. – Nakon pobjede u ratu, Dominikanska Republika dobila neovisnost od Haitija.
- 1900.
  - U Münchenu osnovan nogometni klub Bayern.
  - U Velikoj Britaniji osnovana Laburistička stranka.
- 1933. – Požar progutao zgradu Reichstaga u Berlinu.
- 1947. – U Osijeku osnovan nogometni klub Osijek.
- 1976. – Proglašena je Saharska Arapska Demokratska Republika u Zapadnoj Sahari.
- 1996. – Nintendo izdao Pokémon Red i Blue, prvu igricu iz serije Pokémon
- 2002. – Etnički sukob u Indiji: smrt 58 hinduskih hodočasnika u željezničkom požaru potaknula je nasilne nemire u Gujaratu u kojima je stradalo najmanje 1,000 ljudi, većinom muslimana.
- 2010. – Potres u Čileu

| - 272. ili 273. – Konstantin I. Veliki, rimski car († 337.) - 1831. – Nikolaj Ge, ruski slikar († 1894.) - 1863. – Joaquín Sorolla, španjolski slikar († 1923.) - 1881. – Sveinn Björnsson, isladnski političar i prvi predsjednik Islanda († 1952.) - 1889. – Rudolf Eckert, hrvatski novinar i publicist († 1915.) - 1897. – Marian Anderson, američka pjevačica († 1993.) - 1902. – John Steinbeck, američki pisac († 1968.) - 1907. – pop Momčilo Đujić, četnički vojvoda († 1999.) - 1928. – Ariel Sharon, jedanaesti premijer Izraela, osnivač Likuda († 2014.) - 1930. - Joanne Woodward, američka glumica - Petar Bergamo, hrvatski skladatelj i glazbeni pedagog († 2022.) - 1932. – Elizabeth Taylor, američka filmska glumica († 2011.) - 1937. – Barbara Babcock, američka glumica - 1941. – Paddy Ashdown, britanski političar († 2018.) - 1943. – Carlos Alberto Parreira, brazilski trener - 1957. – Timothy Spall, engleski glumac - 1963. – Dean Dvornik, hrvatski pjevač - 1972. – Arben Nuhiu, makedonski nogometaš - 1981. – Josh Groban, američki pjevač - 1983. - Duje Draganja, hrvatski plivač - Kate Mara, američka glumica | - 956. – Teofilakt Lakapen, carigradski patrijarh (* 917.) - 1425. – Vasilije I., Veliki knez Moskve i Vladimira (* 1371.) - 1772. – Matija Jušić, hrvatski vjerski pisac i misionar (* 1705.) - 1784. – Grof Saint Germain, europski plemić, pustolov, glazbenik i alkemičar (* o. 1690.) - 1862. – Gabrijel od Žalosne Gospe, talijanski svetac (* 1838.) - 1887. – Aleksandar Borodin, rusku skladatelj i kemičar (* 1833.) - 1892. – Louis Vuitton, francuski modni dizajner (* 1821.) - 1906. – Samuel Pierpont Langley, američki astrofizičar, pionir zrakoplovstva (* 1834.) - 1936. – Ivan Pavlov, ruski fiziolog (* 1849.) - 1940. – Peter Behrens, njemački arhitekt (* 1868.) - 1985. – Ernest Dubac, hrvatski nogometaš (* 1914.) - 1989. – Konrad Lorenz, austrijski biolog i nobelovac (* 1903.) - 1993. – Tomo Buzov, hrvatski vojni časnik (* 1930.) - 1993. – Lillian Gish, američka glumica (* 1893.) - 1998. – George H. Hitchings, američki liječnik i nobelovac (* 1905.) - 2003. – Fred Rogers, američki televizijski voditelj (* 1928.) - 2008. – Ivan Rebroff, njemačko-ruski pjevač (* 1931.) - 2009. – Rudolf Miculinić, hrvatski liječnik (* 1926.) - 2012. – Helga Vlahović, hrvatska televizijska voditeljica, producentica i novinarka (* 1945.) - 2015. - Boris Nemcov, ruski političar (* 1959.) - Leonard Nimoy, američki glumac (* 1931.) - 2017. – Zvjezdan Cvetković, hrvatski nogometaš (* 1960.) - 2021. – Dragutin Pasarić, hrvatski povjesničar i novinar (* 1948.) |

## Blagdani i spomendani
- Gabrijel od Žalosne Gospe
- Dan neovisnosti u Dominikanskoj Republici